# Акмурадов, Махтумкули Киясович
Махтумкули Киясович Акмурадов (туркм. Magtymguly Akmyradow) — туркменский государственный деятель, дипломат.

## Биография
Родился 9 июля 1962 года в Ашхабаде.
Образование высшее. В 1984 году окончил Туркменский политехнический институт, по специальности — геолог-разведчик нефтяных и газовых месторождений. Кандидат геолого-минералогических наук.
Трудовую деятельность начал в 1984 году старшим лаборантом Института геологии Академии наук Туркменистана. Далее работал младшим научным сотрудником, затем старшим научным сотрудником Института геологии Академии наук Туркменистана, заведующим отделом Министерства природопользования и охраны окружающей среды Туркменистана, руководителем национальной программы ПРООН по охране окружающей среды по Туркменистану. Позднее занимал должности исполняющего обязанности начальника, начальника управления информации и международных связей Министерства охраны природы Туркменистана.
С 2001 по 2005 годы — заместитель министра охраны природы Туркменистана.
08.03.2005 — 13.10.2009 — министр охраны природы Туркменистана.
13 октября 2009 года был переведен на другую работу.
24.02.2010 — 15.02.2016 — Чрезвычайный и Полномочный Посол Туркменистана в Казахстане.
С 15 февраля 2016 года по настоящее время советник МИД Туркменистана в ранге Чрезвычайного и Полномочного Посла Туркменистана.

## Награды и звания
- Медаль «Махтумкули Фраги» (2014)

## Варианты транскрипции имени и фамилии
- Имя: Магтымгулы
- Фамилия: Акмырадов